# Lisa Brüggemann
Lisa Brüggemann-Bratke (* 29. Dezember 1984 in Offenbach am Main) ist eine ehemalige deutsche Kunstturnerin. 

## Werdegang
Sie startete für das Turnteam Toyota Köln und wurde von Shanna Poljakowa sowie ihrem Vater Gerd-Peter Brüggemann, Professor für Biomechanik an der Deutschen Sporthochschule in Köln, trainiert. 
Im Jahr 1998 erhielt sie den Titel der deutschen Jugendmeisterin in fünf Disziplinen: Mehrkampf, Stufenbarren, Boden, Schwebebalken und Sprung. In den Jahren 2001 bis 2004 errang Brüggemann insgesamt sechs deutsche Einzelmeistertitel: 2001 in der Disziplin Boden, 2003 in der Disziplin Schwebebalken und 2004 in den vier Disziplinen Mehrkampf, Stufenbarren, Schwebebalken und Boden. Des Weiteren wurde sie in folgenden Disziplinen Vizemeisterin: Schwebebalken (2001), Mehrkampf, Sprung und Boden (2003) und Sprung (2004). 2004 nahm sie an den Olympischen Spielen in Athen teil. 
Weil sie 2005 ein Studium der Humanmedizin aufnahm, reduzierte Brüggemann ihren Trainingsumfang. Mitte 2007 beendete sie ihre Karriere, nachdem sie mit dem Turnteam Toyota Köln ihren achten deutschen Mannschaftsmeistertitel errungen hatte.
Brüggemann ist verheiratet und wohnt in Köln.